# Терористичний акт в Анкарі (2015)
Терористичний акт в Анкарі (столиця Туреччини) було здійснено 10 жовтня 2015 о 10 год. 05 хв. за місцевим часом. Дві бомби привели у дію два терористи-смертники біля входу до Центрального залізничного вокзалу Анкари, вбивши 86 та поранивши більш ніж 186 людей.

## Перебіг подій
Вибухи передували акції, організованої Конфедерацією профспілок службовців (KESK), яка протестувала проти турецько-курдського конфлікту. Акція була підтримана Народно-демократичною партією Туреччини (HDP). Теракт стався за 21 день до запланованих на 1 листопада 2015 парламентських виборів у Туреччині.
Генеральний прокурор Анкари зазначив, що слідство розглядає можливість двох вибухів терористів-смертників. Одразу після вибуху, Курдська робітнича партія (PKK) оголосила перемир'я.

## Передумови
Після теракту у Суручі 20 липня 2015, внаслідок якого загинуло 32 людини, Збройні сили Туреччини були залучені у конфлікт як з Ісламською Державою Іраку та Леванту (ІДІЛ), так і з Курдською робітничою партією (КРП). Відновлення конфлікту з КРП призвело до припинення переговорного процесу — серій мирних домовленостей між урядом Туреччини та Курдською робітничою партією протягом режиму припинення вогню, що діяв з 2012. Туреччина проводила операцію «Мученик Ялчин», наносячи авіаудари як по КРП, так і по ІДІЛу. Пізніше, військові операції були сфокусовані виключно на позиції КРП у Північному Іраку, що викликало сплеск насильства у переважно населеному курдами південному сході Туреччини. Проурядові коментатори стверджували, що станом на 7 жовтня 2015, насильство, що мало місце призвело до загибелі 141 солдата ЗС Туреччини та 1 740 бійців КРП, стверджуючи, що КРП була близька до поразки. Хоча, велика кількість солдат була вбита через цивільні безлади в інших частинах країни, разом з атаками турецьких націоналістів, які мали місце проти офісу прокурдської Народно-демократичної партії (HDP). Багато політиків та коментаторів передбачають, що країна близька до громадянської війни.
Через декілька годин після теракту в Анкарі були відключені соціальні мережі Twitter та Facebook. Також на три дні призупинена передвиборча кампанія, — дострокові парламентські вибори намічені на 1 листопада.

## Наслідки
Турецька поліція  провела затримання близько 50 іноземних громадян, підозрюваних у зв'язках з джихадистами, які здійснили теракт в Анкарі 10 жовтня.
Загинуло 95 осіб, 245 дістали поранення, з них 48 потрапили до реанімації. Серед постраждалих не має громадян України.

## Реакція влади
Суд Анкари наклав заборону на публікацію в ЗМІ інформації про теракт, що стався 10 жовтня в турецькій столиці.